# Học Tập Cường Quốc
Học Tập Cường Quốc (tiếng Trung: 学习强国; bính âm: Xuéxí qiángguó) là ứng dụng di động của Trung Quốc được thiết kế chủ yếu để giảng dạy Tư tưởng Tập Cận Bình. Ứng dụng này do Tập đoàn Alibaba thiết kế. Tính đến tháng 10 năm 2019, có hơn 100 triệu người dùng hoạt động xài qua ứng dụng này và là mục được tải xuống nhiều nhất trên App Store Trung Quốc của Apple, vượt qua các ứng dụng mạng xã hội như WeChat và TikTok (tiếng Trung gọi là Douyin), trước khi bị ứng dụng giáo dục chống lừa đảo mang tên Trung tâm Chống Lừa đảo Quốc gia vượt qua.

## Tính năng
Tên gọi của ứng dụng này là một cách chơi chữ dựa trên tên của Tổng Bí thư Đảng Cộng sản Trung Quốc Tập Cận Bình. Xuéxí có thể hàm nghĩa là "học tập" hoặc "học hỏi Tập."
Ngoài việc cung cấp các khóa học về tư tưởng, ứng dụng này còn cho phép trò chuyện video với bạn bè, gửi tin nhắn sẽ bị xóa sau khi đọc, tạo lịch cá nhân, tìm hiểu thông tin qua truyền thông nhà nước hoặc xem phim truyền hình về lịch sử Đảng Cộng sản Trung Quốc. Ứng dụng này cũng có một phần về tư tưởng và cuộc đời của Tập Cận Bình, đồng thời thực hiện các câu đố hàng tuần về tiểu sử của Tập và Đảng Cộng sản Trung Quốc nhằm giành được điểm số. Việc sử dụng từng phần trong số này có thể cung cấp cho người dùng "điểm học tập". Theo truyền thông nhà nước Trung Quốc, có hơn 100 triệu người dùng từng sử dụng ứng dụng này tính đến tháng 4 năm 2019.
Sau khi tải ứng dụng này về thì nó sẽ có quyền truy cập vào số thẻ căn cước, tên thật, "dữ liệu sinh học" thu thập được từ cuộc kiểm tra sức khỏe hàng năm, lịch sử mua sắm, số điện thoại, dữ liệu vị trí và nội dung đã xóa. Cure53 và Quỹ Công nghệ mở tường thuật rằng ứng dụng này cho phép chính phủ Trung Quốc truy cập vào tất cả dữ liệu trên điện thoại chạy Android.
Các cơ quan chính phủ ra sức quảng bá ứng dụng này và đảng viên được khuyến khích tải về nhằm "giúp cho đất nước vững mạnh". Ứng dụng này cũng đang được đưa vào một số chương trình đại học. Trường học kêu gọi sinh viên học hỏi từ ứng dụng này, nhà tuyển dụng cấp chứng chỉ cho những "người học xuất sắc" và một số thậm chí còn yêu cầu nhân viên đăng ảnh chụp màn hình hàng ngày ghi điểm của họ trên ứng dụng. Mọi người phàn nàn về việc bị ép buộc phải sử dụng ứng dụng này, có cả sinh viên và người lao động ẩn danh kể lại rằng giáo viên và sếp công khai bêu xấu hoặc đe dọa trừng phạt những người có điểm thấp hoặc không thường xuyên sử dụng ứng dụng. Đến năm 2021, ứng dụng này đã được dùng trong các vụ lừa đảo tình cảm.

## Phát triển
Học Tập Cường Quốc do Tập đoàn Alibaba phát triển và được Bộ Tuyên truyền Trung ương Đảng Cộng sản Trung Quốc phát hành.(tr29) Vương Hỗ Ninh, Ủy viên Ủy ban Thường vụ Bộ Chính trị và các cán bộ lãnh đạo khác chủ trì việc phát triển ứng dụng này.(tr29) Ứng dụng này ra mắt vào năm 2017, tập trung vào thành phần đảng viên nhưng sau đó đã được mở rộng cho công chúng sử dụng.(tr163)